# Yariv Levin
Yariv Gideon Levin (en hebreo: יָרִיב גִּדְעוֹן לֵוִין‎), (nacido el 22 de junio de 1969) es un abogado y político israelí que se desempeñó como presidente de la Knesset de 2020 a 2021. Actualmente es miembro de la Knesset para el Likud. Anteriormente ocupó los cargos de Ministro de Seguridad Interna, Ministro de Turismo y Ministro de Aliya e Integración. El 13 de junio de 2021, fue reemplazado por Mickey Levy para el cargo de Portavoz.

## Biografía
Yariv nació en Jerusalén y es hijo de Gail y Aryeh Levin, ganador del Premio Israel de lingüística. El tío de su madre, Eliyahu Lankin, fue comandante del barco Altalena y miembro de la primera Knesset, en representación del Herut, mientras que Menachem Begin fue el Sandek en la ceremonia de circuncisión de Yariv.
Levin estudió en Boyar High School en Jerusalén. Durante su servicio nacional, se unió al Cuerpo de Inteligencia de las Fuerzas de Defensa de Israel como traductor de árabe y luego se desempeñó como comandante de un curso de traducción de árabe. En 1995, publicó un diccionario de términos económicos traducidos entre hebreo-árabe-inglés, árabe-hebreo-inglés e inglés-árabe-hebreo.
Levin obtuvo un LLB de la Universidad Hebrea de Jerusalem y trabajó como abogado en el campo del derecho civil y comercial. Se casó con Yifat, hija del exmiembro de la Knesset Ya'akov Shamai. Tienen tres hijos y viven en Modi'in.

### Actividades políticas
Levin comenzó sus actividades públicas en la facción estudiantil del Likud en la Universidad Hebrea de Jerusalén, donde se desempeñó como portavoz y luego como vicepresidente de la facción. En 1997, encabezó un equipo que estableció la sucursal del Likud en Modi'in, y en 2003 fue nombrado presidente de la sucursal. También representó a la oposición al plan de desconexión de Gaza en el comité de supervisión de la encuesta de miembros del Likud sobre el plan y representó a los miembros de la Knesset que se opusieron al plan en varios procedimientos legales.
En 2006, el presidente del Likud, Benjamin Netanyahu, nombró a Levin para encabezar el comité del Likud para la supervisión de las autoridades gubernamentales con el fin de coordinar las actividades de oposición del Likud contra el gobierno y su entonces primer ministro Ehud Olmert. Levin presentó un recurso ante el Tribunal Supremo contra el Primer Ministro, que resultó en el nombramiento de un Ministro de Bienestar Social después de un largo período de tiempo durante el cual este puesto estuvo desocupado.
Además de sus actividades públicas en el Likud, Levin participó en el establecimiento de la Facción de Nuevos Abogados Jóvenes, que participó en las elecciones de las instituciones del Colegio de Abogados de Israel por primera vez en 1999. Levin, quien encabezó la lista de la Facción, fue elegido Miembro del Consejo Nacional de la Asociación y Miembro del Comité del Distrito de Jerusalén en representación de la Facción. En las elecciones del Consejo Nacional, Levin fue elegido vicepresidente del Colegio de Abogados de Israel. Levin también fue nombrado Jefe del comité de abogados asalariados del Colegio de Abogados. En las elecciones de 2003 para las instituciones del Colegio de Abogados, la Facción de Nuevos Abogados Jóvenes aumentó su poder y Levin fue nombrado vicepresidente del Colegio de Abogados (2003-2005). Durante su trabajo en el Colegio de Abogados, participó en su proyecto de asistencia legal Sachar Mitzvah y lideró reformas en las reglas de ética para abogados. Levin fue uno de los iniciadores de la encuesta que examina la conducta de los jueces en las salas de audiencias. El Colegio de Abogados publicó los resultados de la encuesta.

### Actividad en el 18º Knesset
En las primarias del Likud antes de las elecciones de la Knesset de 2009, Levin fue elegido para representar a la región central. Fue colocado en el vigésimo primer escaño de la lista del Likud e ingresó a la Knesset cuando el partido ganó 27 escaños. Fue reelegido en 2013 después de ganar el decimoséptimo lugar en la lista conjunta Likud - Yisrael Beiteinu. El 3 de agosto de 2009, Levin fue nombrado presidente del Comité de la Knesset House. Levin también se desempeñó como representante de la Knesset ante el comité de selección de candidatos para Fiscal General.
Levin presidió el comité conjunto del Comité de la Cámara y el Comité de Constitución, Ley y Justicia sobre el Proyecto de Ley de Referéndum. Este proyecto de ley establece que se debe realizar un referéndum en caso de un plan para renunciar a la tierra soberana. El proyecto de ley fue aprobado en segunda y tercera lecturas en noviembre de 2010 y se convirtió en ley. 40 proyectos de ley propuestos por MK Levin durante el mandato de la 18.ª Knesset se aprobaron en la segunda y tercera lectura y se ingresaron en el Libro de Estatutos, un récord histórico para un miembro de la Knesset durante un solo mandato de la Knesset.

### Actividad en la 19.ª Knesset
En las elecciones celebradas para la lista de candidatos del Likud para el 19º Knesset, Levin fue elegido para el noveno lugar, colocado en el puesto 17 en la lista conjunta Likud-Yisrael Beiteinu, y una vez más fue elegido para servir en el Knesset. El 18 de marzo de 2013, Levin fue elegido para servir como líder de la coalición y líder de la facción Likud-Yisrael Beiteinu. El 3 de junio de 2013, fue elegido nuevamente como representante de la Knesset en el comité para buscar candidatos para el cargo de Fiscal General. Levin se desempeña como presidente del Lobby de la Tierra de Israel en la Knesset, junto con MK Orit Strock. Levin también se desempeña como representante de la Knesset ante el comité para seleccionar candidatos a Fiscal General.
28 proyectos de ley propuestos por MK Levin han sido aprobados hasta ahora en el 19º Knesset, pasando una segunda y tercera lectura y entrando en ley.
En febrero de 2014, se aprobó un proyecto de ley patrocinado por Levin que reconocía oficialmente a los árabes cristianos como una minoría legal específica en Israel.
A pesar de estar afiliado como judío secular, Levin criticó a los judíos reformistas, especialmente a los que viven en Estados Unidos, tras la decisión del gobierno israelí de ampliar la sección igualitaria del Muro Occidental. Levin dijo que “los judíos reformistas en los Estados Unidos son un mundo moribundo. La asimilación se está produciendo a gran escala. Ni siquiera están rastreando esto adecuadamente en sus comunidades. Se evidencia por el hecho de que un hombre que se hace llamar rabino reformista se para allí con un sacerdote y oficia la boda de la hija de Hillary Clinton y nadie lo condena, legitimándolo así”.

### Actividad en la 20.ª Knesset
El Primer Ministro Netanyahu nombró a Levin Ministro de Seguridad Pública y Ministro de Turismo después de las elecciones de 2015. Renunció a su cartera de Seguridad Pública después de 11 días, cuando Netanyahu nombró a Gilad Erdan para el cargo. El 24 de diciembre de 2018 fue nombrado Ministro de Aliá e Integración.

## Opiniones políticas
Levin tiene puntos de vista agresivos con respecto al conflicto palestino -israelí. Se opone a la creación de un estado árabe y cree en el derecho de los judíos a permanecer en todas partes de la Tierra de Israel.
Levin a menudo critica el sistema judicial en Israel, alegando que una pequeña élite se ha apoderado del sistema y trata de usarlo para definir los valores por los que vive Israel.